# Paul Wyss (Politiker)

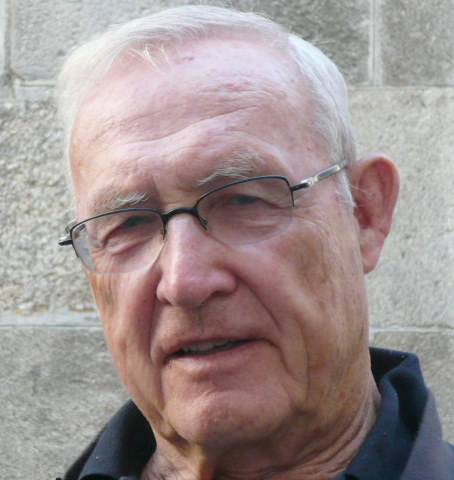
Paul Wyss

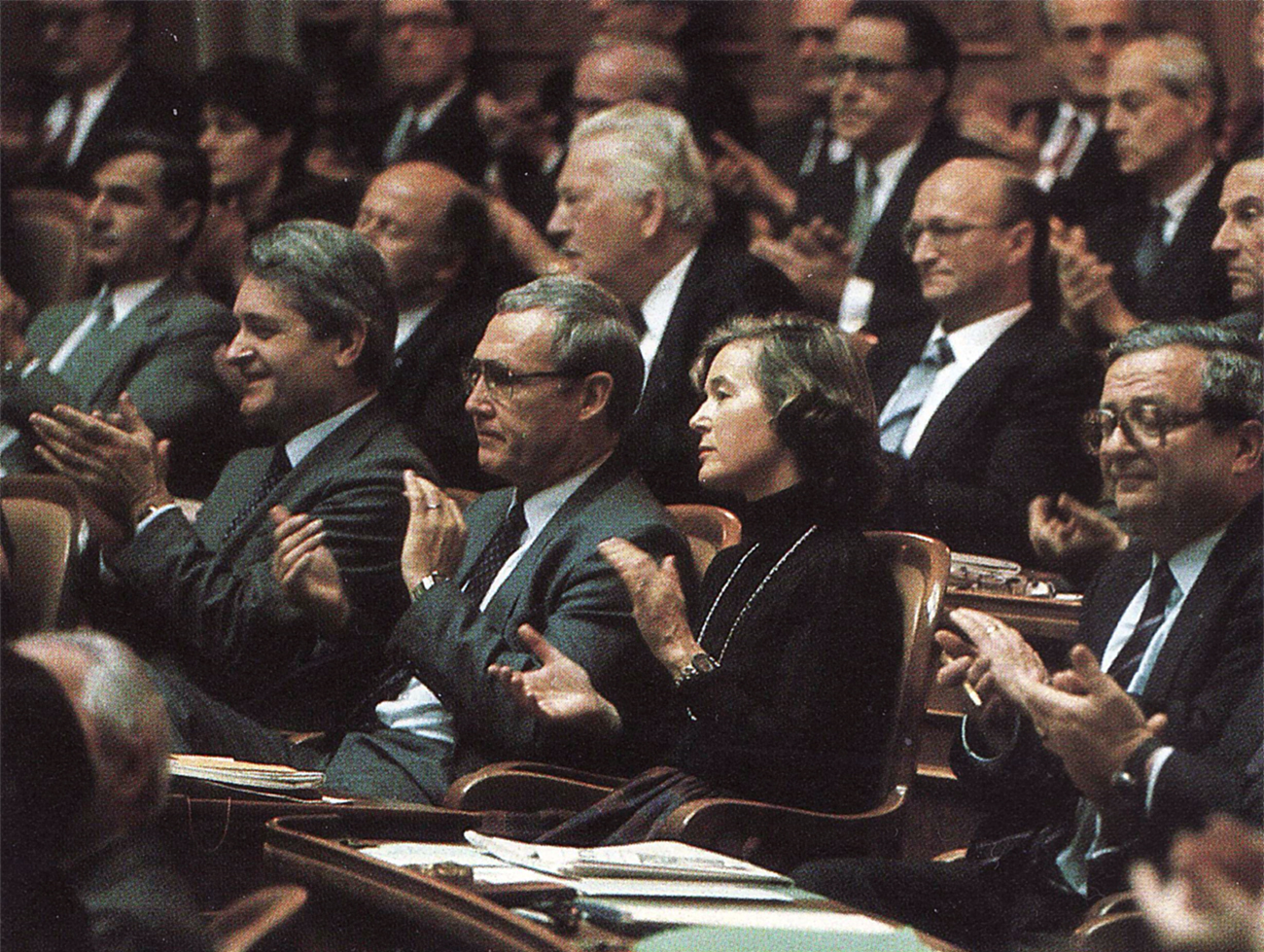
Nationalrat (Bildmitte, mit Brille, ca. 1980)

Paul Wyss (* 7. Juli 1928 in Basel; heimatberechtigt in Basel und Lüsslingen, Kanton Solothurn) ist ein ehemaliger Schweizer Politiker (FDP) und Nationalrat.

## Leben
Paul Wyss wuchs in Basel auf, wo er an der kantonalen Handelsschule die Matura absolvierte. Er war in seinen Jugendjahren ein Eishockeyspieler des EHC Basel und spielte später mit dem SC Bern. 18-mal gehörte er als Goalie zur Nationalliga an, erstes Mal als 14-Jähriger. 1952 nahm er auch an den Olympischen Winterspielen in Oslo als Torhüter der Schweizer Nationalmannschaft teil. Zudem war er als Diskuswerfer 5-mal Mitglied der Leichtathletik-Nationalmannschaft. Er studierte als Werkstudent Wirtschaftswissenschaft an der Universität Basel und dann an der Universität Bern, wo er auch promovierte. Ab 1954 arbeitete er in der Personalabteilung der J. R. Geigy AG in Basel und wurde 1970 Personaldirektor der durch Fusion von Ciba und Geigy entstandenen Ciba-Geigy AG. Von 1977 bis 1993 war er Vizepräsident und Direktor der Basler Handelskammer. Danach wurde er CEO und Vizepräsident der Messe Basel.
Paul Wyss trat 1972 der Freisinnig-Demokratischen Partei bei, drei Jahre später erreichte er an der Nationalratswahl den zweiten Platz hinter dem damaligen Mandatsträger Alfred Schaller. Als Schaller 1977 zurücktrat, rückte Paul Wyss in den Nationalrat nach. In diesem Amt wurde er danach viermal (1979, 1983, 1987, 1991) bestätigt. Er gehörte der nationalrätlichen Militärkommission, die er 1988/89 auch präsidierte, sowie der Aussenpolitischen Kommission an. 1994 trat er von seinem Parlamentsmandat zurück, in das Stefan Cornaz nachrückte. Wyss war auch Vizepräsident der FDP Basel-Stadt. Als Präsident einer Programmkommission der FDP Schweiz leitete er Anfang der 1980er Jahre die Ausarbeitung der «Rigi-Thesen» zur Schaffung eines modernen Staates liberaler Prägung, die als Kern des neuen freisinnigen Leitprogrammes von 1982 «Grundsätze des modernen Liberalismus» diente. Anfang der 1990er Jahre leitete er eine schweizerische FDP-Arbeitsgruppe, welche aktuelle Eckpunkte der Schweizer Neutralität formulierte.
Wyss wurde in der Schweizer Armee Oberst und von 1974 bis 1977 Kommandant des baselstädtischen Infanterieregimentes 22. Er war ein Mitbegründer der Tagungsstätte «Leuenberg» der evangelisch-reformierten Kirche von Basel-Stadt und Basel-Landschaft. Von 1996 bis 2004 präsidierte er den Verwaltungsrat des Basler medizinischen Rehabilitationszentrums «Rehab», er war auch Präsident der Stiftung «Basel tanzt» sowie Präsident der Schweizer Sporthilfe. 2005 erhielt Wyss die Auszeichnung «Basler Stern», mit der Persönlichkeiten honoriert werden, deren Wirken über Basel hinaus strahlt.
Aus erster Ehe, in der er verwitwet wurde, stammen vier Kinder. Paul Wyss ist verheiratet und lebt in Münchenstein.